# Багатоетнічність
Багатоетнічність (або поліетнічність, чи мультиетнічність) має два основних визначення:
- Ситуація співіснування у рамках однієї структурованої людської спільноти(етнополітичний, етносоціальний організми) осіб різного етнічного походження, носіїв різних етнокультурницьких традицій, етнічного менталітету;[1]
- Концепція, яка стверджує, що різні етнічні й мовні групи можуть безконфліктно у взаємодії проживати у рамках однієї держави й розвивати свої мови та культури.[1]